# Typiska antipsykotika

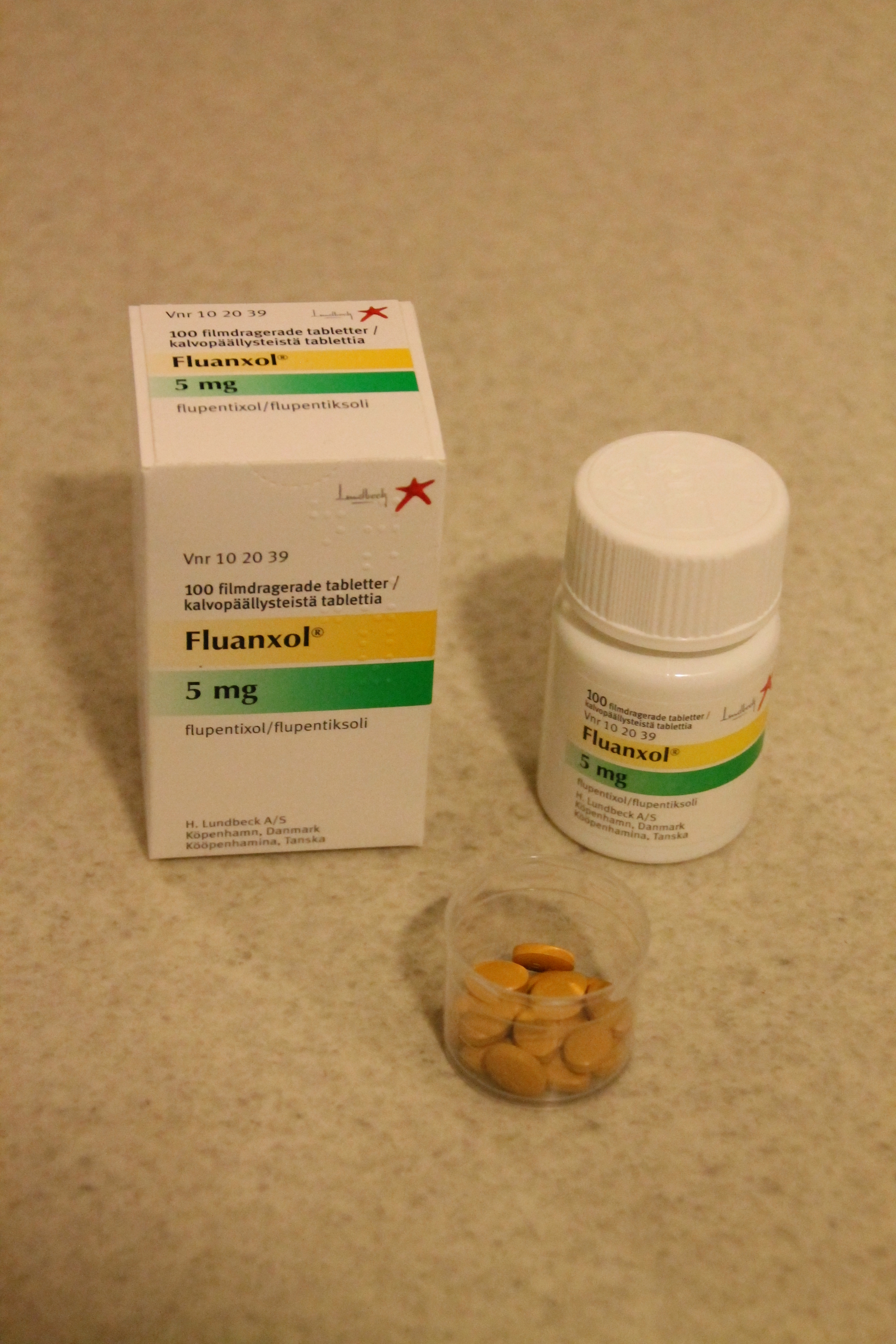
Fluanxol, ett typiskt neuroleptikum

Typiska antipsykotika (ibland benämnda som konventionella antipsykotika, klassiska neuroleptika eller första generationens antipsykotika) är en klass av antipsykotiska läkemedel som först utvecklades under 1950-talet och för att behandla psykos (i synnerhet schizofreni) och har idag huvudsakligen blivit ersatt av atypiska antipsykotika. Typiska antipsykotika kan också vara använda för behandling av akut mani, agitation och andra tillstånd. Det första typiska antipsykotika att användas kliniskt var fentiazinerna.
Traditionella antipsykotika uppdelas i lågdos och högdos-preparat. Flufenazin och haloperidol är exempel på lågdos typiska antipsykotika. Lågdos antipsykotika tenderar att vara associerad med mer extrapyramidala bieffekter (EPS) och mindre histaminerga (till exempel sedation), alfa adrenerga (till exempel ortostatism) och antikolinerga (till exempel muntorrhet) biverkningar, medan högdos typiska antipsykotika tenderar att vara associerad med mindre EPS men mer histamin H1, alfa1 och muskarinerga effekter.

## Farmakologi
Den äldre teorin bygger på att modulering av dopaminneurotransmittorsystemet i mitthjärnan är nödvändigt för antipsykotisk aktivitet. Förklarar signifikans för antipsykotisk läkemedelsverkan. Den äldre teorin rör sig egentligen endast om dopamin.
Typiska antipsykotika (konventionella antipsykotika eller första generationens antipsykotika) blockerar dopamin D2-receptorerna via annan dopaminerg väg än på mesolimbisk dopaminväg (som för atypiska antipsykotika), i detta fall är det via den nigrostriatala vägen vilket orsakar betydligt större frekvens av extrapyramidala bieffekter (EPS). 
Typiska antipsykotika har alla gemensamt en antagonistisk effekt av dopamin D2-receptorn(D2), men flera medel har distinkta effekter på andra neuronala receptorer (alfa1, histamin och muskarin) som i allmänhet förklarar deras variabla biverkningsprofiler.
En farmakologisk egenskap för typiska antipsykotika som inte delas av atypiska antipsykotika, är att många typiska antipsykotika blockerar sigma-1 receptorn (σ1). En receptor som lämnades olöst. Men tros ha dopaminkopplingar. 
I flera receptorprofiler för typiska antipsykotika ser man att flera medel har lite högre bindningsaffinitet för dopamin D3-receptorerna än för D2, även om också affiniteten till dopamin D2-receptorerna är hög. Denna aspekt gäller bland annat för Klorpromazin, Perfenazin och Haloperidol som blev väldigt använt vidsträckta neuroleptikum. Det har inte förklarats tydligt varför man tar i lite mer i D3. Men varefter tiden gått framgår det av vetenskapliga artiklar att dopamin D3-antagonismen kan lindra de negativa symtomen av schizofreni. Å andra sidan har dessa inte använts för sådana liknande mål, men troligtvis för att man på 50 och 60-talet inte visste om konsekvenserna fullt ut av D3-selektiv antagonism. Eftersom man undersökte betydligt noggrannare med dopamin D2-receptorn. Det som ligger bakom för typiska antipsykotika är att minst 70% blockad av dopamin D2-receptorerna sker för att kunna leverera en antipsykotisk aktivitet.

## Depåinjektioner
Några lågdos antipsykotika har formulerats som dekanoat-estrar (till exempel flufenazindekanoat) för att tillåta långsam frisättning av det aktiva läkemedlet, när det ges som djup, intramuskulär injektion. Detta har fördelen av att ge tillförlitlig dosering för en person som har problem med följsamheten. Utomlands har också depåinjektioner använts för tvångsvård i öppenvård för att förvissa sig om följsamheten mot anvisad behandling när patienten vägrar att ta daglig tablettmedicinering. Depåinjektioner är begränsade till lågdos antipsykotika, så urvalet är begränsat. Det är därför fördelaktigare att använda tablettbehandling om samarbetet och följsamheten med patienten kan säkras.
De äldsta depåpreparaten tillgängliga är haloperidol och flufenazin med flupentixol, perfenazin och zuklopentixol som senare tillskott. Alla har liknande, framförallt extrapyramidala bieffekter fastän det är vissa variationer mellan patienterna. Nyligen har ett långverkande preparat av det atypiska antipsykotikan risperidon blivit tillgänglig och erbjuder ett nytt alternativ. Risperidon har fortfarande en högre incidens av extrapyramidala biverkningar än de andra atypiska antipsykotika som finns.

## Vanliga biverkningar
Biverkningarna varierar mellan olika preparat inom denna klass av mediciner, men vanliga biverkningar inkluderar: muntorrhet, muskelstelhet, muskelkramp, darrningar, extrapyramidala bieffekter och viktökning. Extrapyramidala biverkningar är ett kluster av symptom som består av parkinsonism, dystoni och akatisi. Antikolinergika som biperiden och trihexyfenidyl förskrivs vanligen för att behandla symptom på extrapyramidala biverkningar.

## Risk för allvarliga biverkningar
Det finns en signifikant risk för att utveckla det allvarliga tillståndet tardiv dyskinesi som biverkan av typiska antipsykotika. Risken att utveckla tardiv dyskinesi efter kronisk antipsykotisk användning varierar beroende på flera faktorer, som ålder och kön. Den vanliga rapporterade incidensen av TD bland yngre patienter är omkring 5 % per år. Bland äldre patienter har incidensen så hög som 20 % per år rapporterats. Den genomsnittliga prevalensen är ungefärligen 30 %. Det finns ingen behandling som har säkert visats vara effektiv i behandllingen av tardiv dyskinesi, emellertid har grenade aminosyror, melatonin och vitamin E föreslagits som ett alternativ till antipsykotika för patienter med tardiv dyskinesi. Det atypiska antipsykotikat klozapin har också föreslagits som en alternativt antipsykotikum för patienter som upplever tardiv dyskinesi. Tardiv dyskinesi kan försvinna när medicineringen upphör med medlet som förorsakat det eller det kan vara irreversibelt.
Det maligna neuroleptikasyndromet eller NMS är en ovanlig, men potentiellt dödlig biverkan av antipsykotikabehandling. NMS karaktäriseras av feber, muskelstelhet och autonomdysfunktion och förändrat mentalt tillstånd. Behandling inkluderar att antipsykotikamedicineringen upphör och att stödjande behandling ges.
Rollen av typiska antipsykotika har ifrågasatts nyligen, då studier har föreslagit att typiska antipsykotika kan öka risken för död hos äldre patienter. En retrospektiv kohort studie i New England Journal of Medicine, 1 december 2005 visade på en ökad risk för död vid användning av typiska antipsykotika, som var i nivå med ökningen som visats för atypiska antipsykotika.  Detta har gjort att somliga ifrågasätter den vanliga användningen av antipsykotika för behandlingen av agitation hos äldre, särskilt eftersom alternativ finnes som stämningsstabiliserande och antiepileptiska läkemedel.

## Typiska preparat
- Klorpromazin (Hibernal) Det första neuroleptikat som introducerades 1952, nu avregistrerat i Sverige
- Flufenazin (Siqualone, Pacinol)
- Haloperidol (Haldol)
- Molindon finns ej i Sverige
- Tioridazin (Mallorol) avregistrerat i Sverige
- Perfenazin (Trilafon)
- Proklorperazin (Stemetil)
- Dixyrazin (Esucos) användes även som ångestdämpande medicin, avregistrerat i Sverige
- Klopentixol (Sordinol) avregistrerat i Sverige, ersatt av Zuklopentixol (Cisordinol)
- Zuklopentixol (Cisordinol)
- Flupentixol (Fluanxol)
- Klorprotixen (Truxal)
- Levomepromazin (Nozinan) har även använts som sömnmedicin
- Loxapin (Adasuve) kommer snart till EU